# Kalotabökény
Kalotabökény (románul Buteni), (németül) Krumpendorf falu Romániában.

## Fekvése
Bánffyhunyadtól délre, Jósikafalva irányába, Kalota után következő település a Vlegyásza-hegység (Kalota-havas) irányába.

## Története
1910-ben 543 román és 8 magyar lakosa volt. 1992-ben 88 román lakta a falut.
A falu a trianoni békeszerződésig Kolozs vármegye Bánffyhunyadi járásához tartozott.